# پیش‌نمونه (هنر)

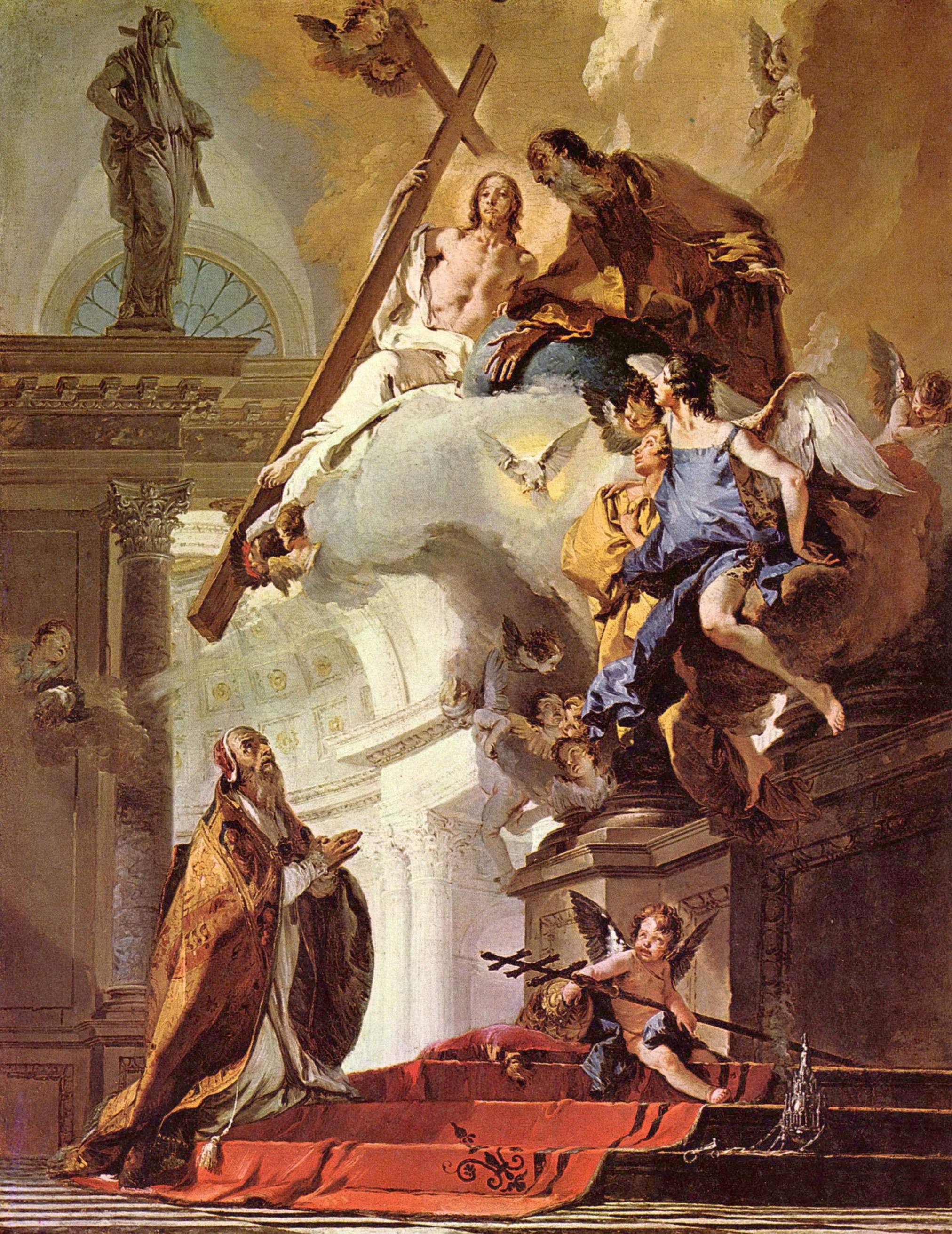
پیش‌نمونهٔ پیش‌طرح رنگ روغن توسط: تیه‌پولو، ۶۹ در ۵۵ سانتی‌متر، برای این محراب پنج متری (۱۶ فوت)

پیش‌نمونه‌ یا مُدللو [moˈdɛllo] (به ایتالیایی: Modello)، (جمع: Modelli)، اصطلاحی در زبان ایتالیایی، یک مدل یا نمونۀ مطالعاتی مقدماتی است، معمولاً در مقیاس کوچکتر، برای یک اثر هنری یا معماری، به ویژه نمونه‌ای که برای تأیید مشتری سفارش‌دهنده تولید شده‌ است. این اصطلاح در قرن چهاردهم در محافل هنری در توسکانی رایج شد. تعاریف مدرن در آثار مرجع تا حدودی متفاوت است. اصطلاحات جایگزین و همپوشانی عبارتند از «پیش‌طرح رنگ‌روغن» (اسکیتزو) و «کارتون» برای نقاشی، تاپستری، یا شیشه‌رنگی، ماکت، پلاستیکو یا بوتزتو برای مجسمه‌سازی یا معماری، و یا مدل معماری.

## زمینه
اگرچه در هنرهای تصویری گوتیک، هنرمندان آثار خود را برای ارائه به اسقف‌ها و راهب‌ها، اغلب با تمثال‌های کوچک از ساختمان‌هایی که خود ساخته‌اند —«مدل‌هایی» به معنای آشنای مدرن— معرفی می‌کردند. اما پیش‌نمونه (مُدللو) تنها از قطعاتی استفاده می‌شد که قدمت آن‌ها به پیش از کار تمام‌شده باز می‌گشت، و حداقل تا قسمی توسط هنرمند اصلی درگیر تولید شده‌ بودند. اصطلاح ریکوردو که کمتر یافت می‌شود (به ایتالیایی به معنای «ثبت» یا «حافظه») به معنای قطعه‌ای مشابه است که پس از اتمام کار به‌ عنوان نمونۀ اصلی برای کارگاه به‌ عنوان یک کپی کوچک تولید می‌شود. طبیعتاً برای مورخان هنر همیشه آسان نیست که تصمیم بگیرند که آیا یک اثر خاص، این است یا دیگری، و به ویژه در دوره‌های رنسانس پسین و باروک، زمانی که چندین نسخه از یک نقاشی ساخته می‌شد؛ ریکوردو برای نسخۀ اصلی ممکن است در آتلیه به عنوان پیش‌نمونه برای آتلیه‌های بعدی نیز استفاده شود. بدون شک یک مدل اغلب پس از اتمام کار اصلی اصلاح می‌شد تا هر گونه تغییر در ترکیب‌بندی را در طول نقاشی منعکس کند، بنابراین آن را به یک ریکوردو نیز تبدیل می‌کرد؛ این امر معمولاً برای مورخان هنر غیرممکن است که از پیش‌نمونه که در طول تولید اصلی تغییر یافته‌ است، تشخیص دهند.

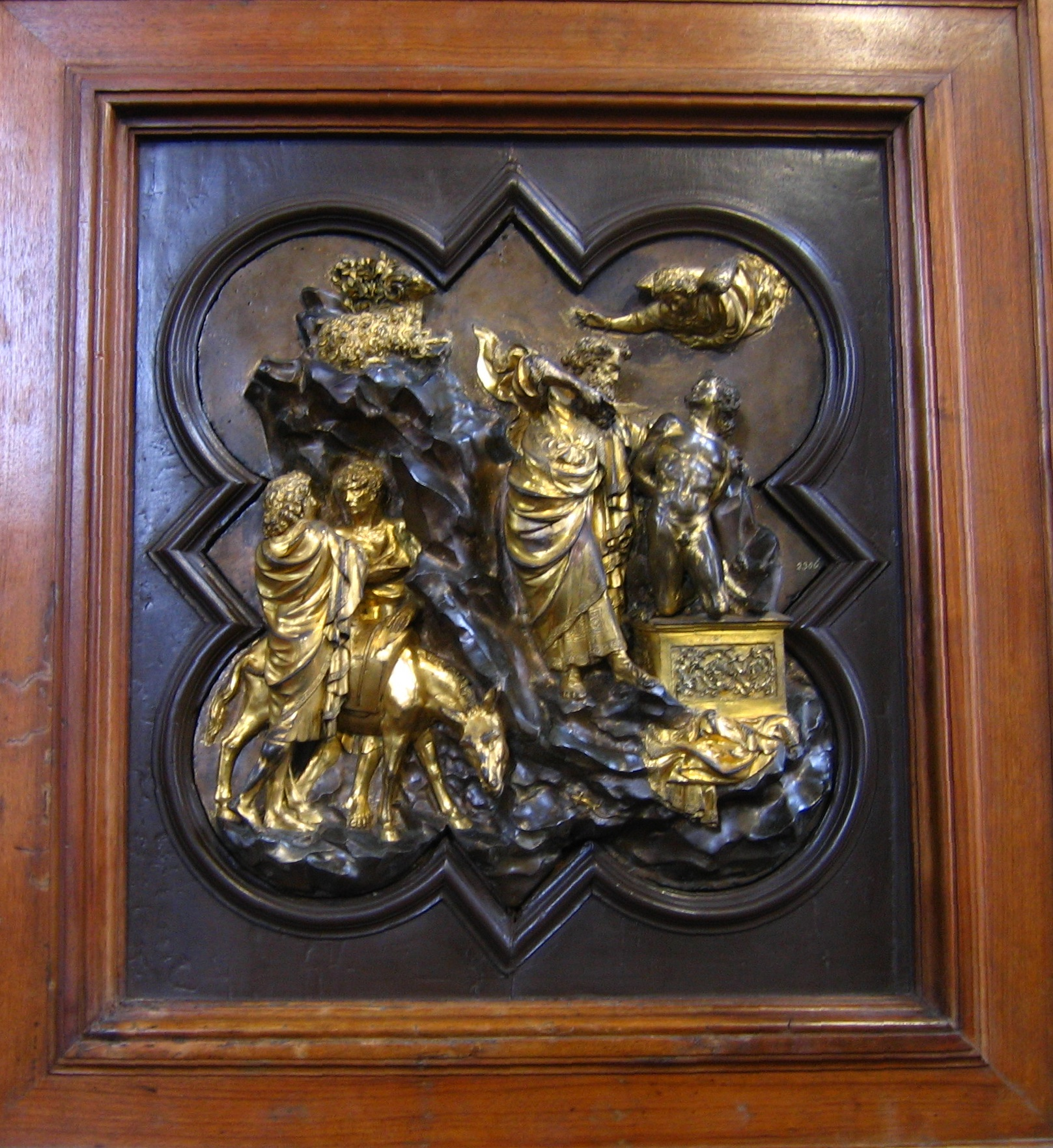
قربانی اسحاق؛ پیش‌نمونۀ رقابتی موفق لورنتسو گیبرتی برای درهای برنزی تعمیدگاه فلورانس، بارجلو

اثر تیه‌پولو (در سمت چپ) توسط مایکل لوی به عنوان یک پیش‌نمونه فهرست‌بندی شد، اما تحقیقات اخیر با پرتو ایکس از کار تمام‌شدۀ عظیم در مونیخ نشان داد که در نقاشی‌زیرین آن به پیش‌نمونۀ دیگری، بسیار متفاوت و کمتر تکمیل‌شده نزدیک‌تر بود. اکنون در مؤسسۀ کورتولد، ادعا شده‌ است که تصویر گالری ملی نشان داده شده یک ریکوردو است. گالری ملی هنوز آن را به عنوان «احتمالاً یک پیش‌نمونه» توصیف می‌کند که احتمالاً پس از شروع کار تولید شده‌ است.
«کارتون» که به خاطر مقوای محکمی که معمولاً روی آن اجرا می‌شد، نام‌گذاری شده‌ است، معمولاً برای طراحی‌های کاری، اغلب در مقیاس کامل استفاده می‌شود، اما این تمایز قاطعانه نیست، و اصطلاحات کارتون و طراحی کار اغلب به جای یکدیگر استفاده می‌شوند. اغلب به عنوان مثال در تاپستری، پیش‌نمونه (مدللو) طرحی است در مقیاسی کاهش‌یافته توسط هنرمند اصلی، که سپس (پس از تأیید حامی) توسط هنرمند یا دیگران —احتمالاً دستیاران او؛ به صورت یک کارتون در مقیاس کامل کار می‌شود. کارتون‌های رافائل معروف‌ترین آن‌ها از معدود نمونه‌های باقی‌مانده هستند، و البته سپس بافندگان از روی آن کار می‌کردند. پیش‌نمونه‌ها به ویژه در هنر و معماری قدیمی ایتالیایی از اواخر قرون وسطی به بعد استفاده می‌شدند؛ در ابتدا این‌ها بیشتر نقاشی بودند، شاید با مقداری رنگ از گچ یا آبرنگ، یا با رنگ‌هایی که به صورت نوشتاری مشخص شده‌ بودند. اصطلاح کوچک مدللتو (به ایتالیایی: Modeletto) همیشه برای نسخه‌های کوچک استفاده می‌شود. به عنوان یک کلمۀ ایتالیایی، مدللو ممکن است به صورت ایتالیک چاپ شود یا نه. نسخۀ فرانسوی کلمۀ مدل (به فرانسوی: Modèle)، ممکن است برای آثار فرانسوی استفاده شود و معمولاً به صورت ایتالیک است.
به خصوص در مورد پیش‌طرح‌های روغنی، بسیاری از پیش‌نمونه‌ها به تنهایی ارزش زیادی دارند، زیرا ممکن است آزادی در اجرا و طراوت الهام را در کار نهایی از دست بدهند، و همچنین ممکن است تغییراتی را در ترکیب‌بندی کار تمام شده نشان دهند و نوری برای روشن‌کردن روند آفرینش هنری باشند. مراحل اولیۀ فرآیند خلاق ممکن است در «نقشه‌های آماده‌سازی» یا «مطالعات»، یا برای کل ترکیب‌بندی، یا بخشی از آن، مانند یک شکل واحد، ثبت شود.

## مثال‌ها

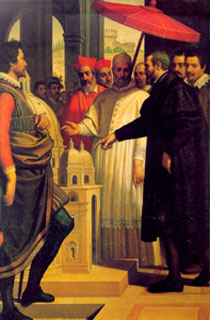
میکل-آنژ به پاپ ژولیوس دوم پیش‌نمونۀ خود از بنای سنت پیتر را دربرداشت این هنرمند قرن نوزدهمی نشان می‌دهد

نمونه‌ای از یک پیش‌نمونه چرخۀ نقاشی دیواری که به دلیل ارزش ذاتی آن نجات یافته‌ است در کتاب زندگی‌نامۀ جورجو وازاری از روسو فیورنتینو آمده‌ است: وازاری گزارش می‌دهد که یک پیش‌نمونه برای نقاشی‌های دیواری روسو در سانتا ماریا دله لاگریمه، آرتزو، توسط روسو برای جیووانی پولاسترا انجام شده‌ است. مخترع برنامۀ پیچیدۀ آنجا، «مدلی زیبا از کل کار که امروز در خانه‌های ما در آرتزو موجود است.» یک پیش‌نمونۀ رنگارنگ اولیه در قالب یک مدل سه‌بعدی نقاشی شده به ویژه برای پیش‌داوری تأثیر نهایی ژرفانمایی‌های توهم‌گرایانه بر روی سطوح منحنی سقف‌های طاقدار مهم بود، همان گونه که آندره‌آ پوتزو، کامل کنندۀ سقف توهم‌گرایانه، در دیدگاه نقاشان و معماران (۱۷۱۷–۱۷۰۰ میلادی) به آن اشاره کرد.
بسیاری از پیش‌نمونه‌ها نسخه‌هایی از آثاری را نشان می‌دهند که هرگز واقعاً اجرا نشده‌اند یا گم شده‌اند. از مثال‌های معروف، طرح‌های جایگزین تولید شده برای مسابقۀ سال ۱۴۰۱ میلادی برای طراحی درهای شمالی تعمیدگاه فلورانس است. لورنتسو گیبرتی برنده شد و شش هنرمند دیگر، از جمله: فیلیپو برونلسکی، دوناتلو و یاکوپو دلا کوئرچیا را شکست داد. پیش‌نمونه، برای یک پانل واحد، از دو پانل اول که نام‌گذاری شده‌اند (بارجلو - تصویر بالا) نجات یافته‌اند.
پیش‌نمونه‌های جایگزینِ محقق نشده‌ای برای بسیاری از ساختمان‌های معروف، از جمله سنت پیتر، رم و «مدل بزرگ» کلیسای جامع سنت پل، لندن، وجود دارد که طرحی متفاوت از سِر کریستوفر رن را از آنچه واقعاً ساخته شده نشان می‌دهد. هنگامی که این امر پذیرفته شد، چنین مدل‌هایی در طول کار حفظ شدند، به عنوان تجلی ملموس از آنچه تحت شرایط قرارداد مورد انتظار بود، و پس از آن با اهمالی مفید در انبار نگهداری شدند.